# Sun Microsystems
Sun Microsystems, Inc. byl americký výrobce počítačů, počítačových komponent, počítačového software a poskytovatel služeb v informačních technologiích, zejména pro řízení firem. Společnost byla založena 24. února 1982 a měla hlavní sídlo ve městě Santa Clara v Kalifornii (části Silicon Valley), v areálu bývalé vysoké školy ve středisku Agnews Developmental Center. Od roku 2010 je součástí firmy Oracle.
Sun byl známý jako tvůrce inovativních technologií jako je platforma Java a NFS, ale i jako obhájce otevřených systémů, jmenovitě Unixu; je známý jako velký zastánce i vydavatel tzv. open source software (např. kancelářský balík OpenOffice.org). Mezi produkty této značky patřily servery a pracovní stanice založené na jeho vlastní RISC technologii (SPARC) a procesorech Opteron společnosti AMD (později byly používány i procesory firmy Intel), na které si společnost vytvářela softwareové produkty. Mezi ně patřil programovací jazyk Java, operační systém Solaris, souborový systém ZFS, vývojářské utility a nástroje (NetBeans), software pro Webovou infrastrukturu, a aplikace pro správu identit. Výrobní haly společnosti Sun byly ve městech Hillsboro v Oregonu a Linlithgow ve Skotsku.

## Historie

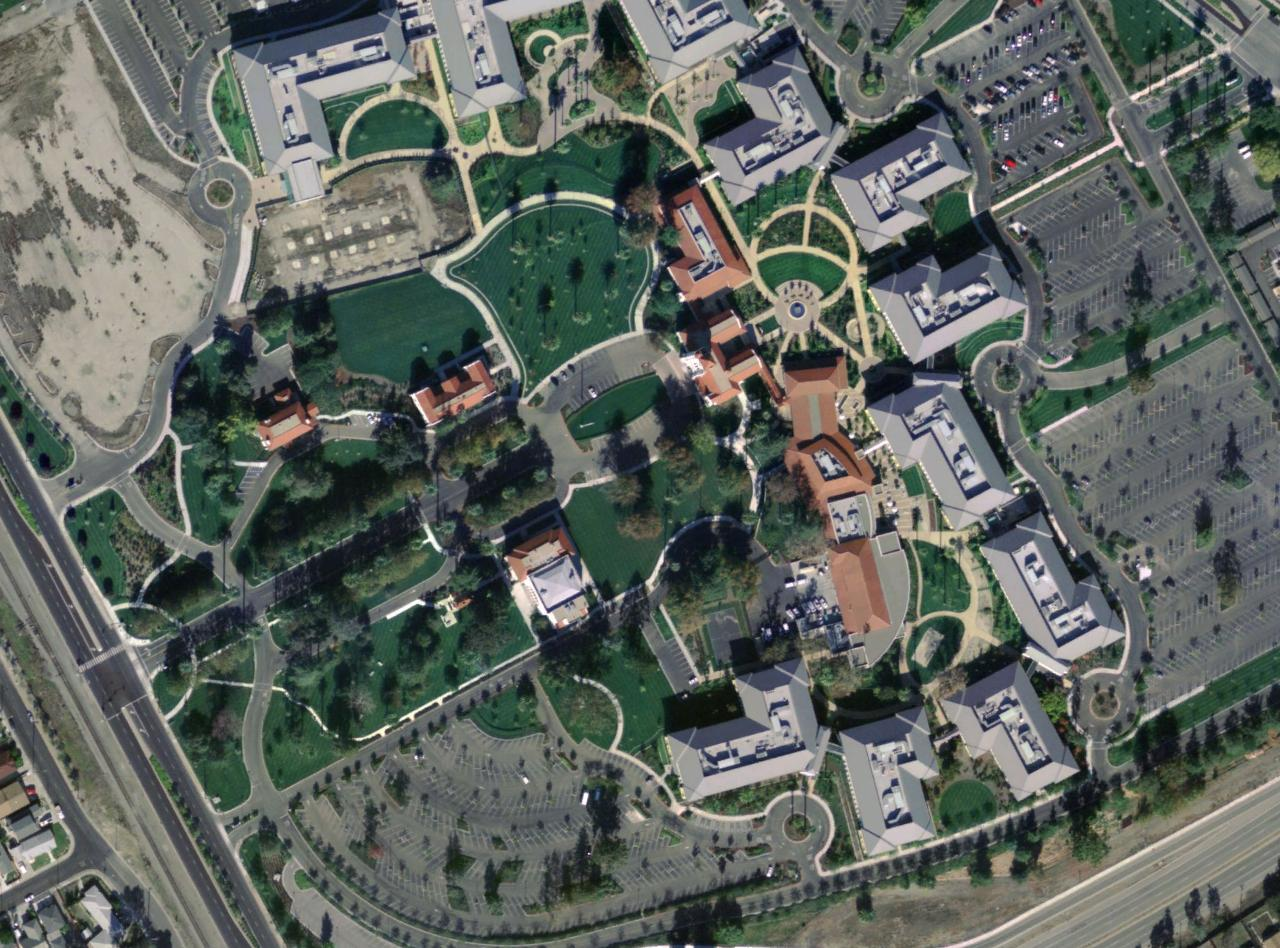
Letecký snímek ústředí firmy Sun

Prvotní návrh pracovní stanice Sun učinil Andy Bechtolsheim při studiu na Stanfordově univerzitě v Palo Alto v Kalifornii. Původně navrhl „68000 Unix system“ pro komunikaci v univerzitní síti, sestavoval jej ze starých částí, které mu dodávali z univerzitního oddělení pro vývoj technologií a ze skladů v Silicon Valley. Na první pracovní stanici Sun běžel operační systém Unix Version 7 portovaný UniSoftem na procesory Motorola 68000.
V únoru 1982 se Bechtolsheim spojil se studenty promujícími na Stanfordově univerzitě Vinodem Khoslou, Scottem McNealym a Billy Joyem (hlavním vývojářem BSD) a založili společnost později známou jako Sun Microsystems.
Jméno společnosti je odvozeno ze začátečních písmen Stanford University Network,
Dalšími známými zaměstnanci Sunu byli John Gilmore a James Gosling. Sun byl zastánce operačního systému Unix, prosazoval protokol TCP/IP a zvláště NFS, což bylo odrazem motta společnosti „Síť je počítač“. James Gosling vedl tým vyvíjející programovací jazyk Java. A později byl Jon Bosak vývojářem jazyka EML, který specifikovala W3C.
V pondělí 20. dubna 2009 byla společnost Sun Microsystems prodána firmě Oracle za 7,4 miliardy amerických dolarů. V následujícím roce se stala součástí společnosti Oracle America.